# كولن ألسايد
كولن ألسايد (بالإنجليزية: Colin Alcide)‏ هو لاعب كرة قدم بريطاني، ولد في 14 أبريل 1972 في هدرسفيلد في المملكة المتحدة. لعب مع أشتون يونايتد وذا نيو سينتس وكامبريدج يونايتد ولينكولن سيتي أف سي ونادي ألترينتشام ونادي إكزتر سيتي ونادي يورك سيتي وهال سيتي.

## وصلات خارجية
- كولن ألسايد على موقع قاعدة بيانات كرة القدم.إي يو (الإنجليزية)
- كولن ألسايد على موقع Soccerbase.com (لاعب) (الإنجليزية)